# Brevicula
Brevicula – wymarły rodzaj owadów z rzędu skorków, podrzędu Archidermaptera i rodziny Protodiplatyidae.
Rodzaj i gatunek typowy opisane zostały w 1985 roku przez Paula E.S. Whalleya. Poprawy diagnozy rodzaju, redeskrypcji gatunku typowego oraz opisu nowego gatunku dokonali w 2017 roku Richard S. Kelly, Andrew J. Ross i Edmund Jarzembowski. Oba gatunki opisano na podstawie skamieniałości znalezionych w angielskim hrabstwie Dorset i pochodzących z przełomu synemuru w dolnej jurze.
Skorki te miały prognatyczną głowę oraz wydłużone, punktowane, pozbawione użyłkowania pokrywy (tegminy) o krawędziach przednich wykrojonych, a krawędziach tylnych prostych lub nieco wypukłych. Odnóża ich cechowały krótkimi biodrami zaokrąglonego kształtu. Pokrywy sięgały do trzeciego segmentu odwłoka. U samic odwłok zwieńczony był spiczastym pokładełkiem.
Do rodzaju należą 2 gatunki:
- Brevicula gradus Whalley, 1985 – opisany na podstawie trzech skamieniałości z formacji Black Ven. Osiągał od 10 do 12 mm długości, przy szerokości odwłoka od 2 do 2,2 mm. Pokrywy miał punktowane, ale bez nakrapiania[2].
- Brevicula maculata Kelly, Ross et Jarzembowski, 2017 – opisany na podstawie pojedynczej skamieniałości z formacji Charmouth Mudstone. Holotypem jest pojedyncza pokrywa o długości 4,5 mm, szerokości 1,5 mm i powierzchni pozbawionej żyłek. Przednia jej krawędź jest prosta do połowy długości, a dalej falista do tępego wierzchołka, natomiast krawędź tylna jest nieco wypukła. Jest to jedyny kopalny skorek o nakrapianych pokrywach[2].